# Plaire, aimer et courir vite
Plaire, aimer et courir vite är en fransk dramakomedi från 2018 i regi av Christophe Honoré.

## Utmärkelser
Filmen vann Louis Delluc-priset 2018.

## Roller (urval)
- Pierre Deladonchamps – Jacques Tondelli
- Vincent Lacoste – Arthur Prigent
- Denis Podalydès – Matthieu
- Quentin Thébault – Jean-Marie
- Sophie Letourneur – Isabelle
- Thomas Gonzalez – Marco
- Tristan Farge – 'Loulou'